# Олександрія (Рівненський район)
Олександрі́я — село в Україні, адміністративний центр Олександрійської сільської громади Рівненського району Рівненської області. Населення становить 2397 осіб. Колишній Олександрійській сільській раді були підпорядковані населені пункти: Волошки, Нова Любомирка, Пухова, Свяття, Три Копці.

## Географія
Село Олександрія розташоване за 16 км від обласного та районного центру. Через село пролягає залізнична лінія Рівне — Сарни, на якій розташована залізнична станція Олександрія-Рівненська.

## Історія
Найдавніші сліди перебування людини в околицях Олександрії належать до епохи ранньої бронзи. На території самого села трапляються знахідки римських монет ІІ століття. Вдалося встановити, що перша літописна згадка про Олександрію, як про Першки, Першкову Арку, Першків Міст, припадає на 1518 рік.
У 1569 році, згідно з рішенням Люблінського сейму, Першки в числі інших населених пунктів Волині відійшли до Польщі і належали до Луцького повіту Волинського воєводства Речі Посполитої. 1603 року дідич Олександр Острозький перейменував Першки на Олександрію.
У 1629 році Олександрія згадується як місто, що входило до Ровенської волості Волинського воєводства. У місті тоді налічувалось 357 димів і понад 2 тис. населення. Селяни виконували 4—5-денну панщину у фільварку феодала, платили грошові й натуральні чинші та податки. Погіршували важко становище жителів Олександрії часті напади татар. Під час їх нападу 1640 року Олександрію було дуже зруйновано.
29 листопада 1642 року у місті Красностав було складено лист на дарування маєтків (1/3 спадку від матері Катерини Острозької) Гризельдою Вишневецькою для свого рідного брата Яна Замойського. Серед цих маєтностей була Рівненська волость із центром у Рівному, до якої входило містечко Олександрія та інші навколишні села та фільварки.
Доведені до розпачу, поневолені селяни й міщани Олександрії не раз повставали проти експлуататорів. Під час визвольної війни українського народу (1648—1654) вони разом з жителями навколишніх сіл утворили повстанський загін, який успішно діяв у районі Олександрії.
Переходи і постої польських жовнірів, спустошливі напади татар, голод, епідемії — все це призвело до зменшення кількості населення, В 1650 році в Олександрії було 286 димів, у 1651 — 70, а у 1653 — всього 8. 1666 року Гризельда Вишневецька та Станіслав Конєцпольський віддають Олександрію разом із Рівним, Тинним, Басовим Кутом та Новим Двором у заставу Олександру Цетнеру за 80 000 злотих.
За умовами Андрусівського перемир'я 1667 року Олександрія залишилася у складі Польщі, Власники міста феодали Конєцпольські посилили соціальний гніт. Зростав наступ католицької реакції на українське населення. 1672 року тут було засновано католицьку парафію. Особливо тяжко жилося селянам, коли Олександрією володів магнат Станіслав Любомирський, якому 1763 року належало 31 місто і 753 села.
Після приєднання Правобережної України до Російської імперії Олександрію включено до Волинського намісництва. З 1797 року вона містечко Рівненського повіту Волинської губернії.
У 1810 році місцевий поміщик вирішив збудувати на річці Горині шлюзи, щоб зробити її більш судноплавною. В Олександрії побудували однокамерний дерев'яний шлюз, підйомний міст і греблю, Через два роки цей шлюз придбав уряд. Іригаційні споруди погано доглядали, 1857 року за наказом міністра шляхів і комунікацій шлюз було знищено.
Жорстокий соціальний гніт доповнювався релігійними утисками. В 1838 році селянин: Кислюк хотів заподіяти собі смерть після того, як його жорстоко побив і закував у кайдани за непокору місцевий католицький ксьондз.
У 1861 році Олександрія була волосним центром. Місцеві селяни після скасування кріпосного права повинні були протягом 49 років вносити по 725 крб. за 613 десятин землі. На кожен піший двір припадало по 16 десятин землі, на тягловий по 13 десятин. В результаті реформи найкраща земля залишилась у поміщика та церкви. Поміщицька економія мала понад 3,5 тис. га орної землі і майже 5,5 тис. га лісу. Вся земля, за винятком 700 га, що перебували в особистому користуванні князівської родини, здавалась в оренду польським колоністам, які селилися на хуторах навколо Олександрії, Особливо посилився приплив польських та німецьких колоністів у 1860-ті роки. Біля містечка заснували Олександрійську колонію, де було 12 дворів і 50 чоловік населення, а на початок 70-х років тут налічувалося вже 22 двори і 112 жителів.
У другій половині XIX століття в Олександрії працювали шкіряний, маслоробний та винокурний заводи, папірня. Діяла річкова пристань, звідки щороку вирушали понад 100 плотів та суден, що перевозили товари. Були розвинуті, й ремесла. Серед ремісників, найчисленнішими вважалися групи шевців, кравців, бондарів, ковалів, пічників, штукатурів і мулярів. Розвитку містечка дещо сприяли базари, які відбувалися двічі на місяць. Та 5 невеликих ярмарків, де торгували ремісничими виробами, продуктами сільськогосподарського виробництва. В містечку налічувалося 60 торговельних лавок.
Становище селян і міщан лишалось важким. Мізерного врожаю, який збирав селянин на своїй злиденній ниві, часто не вистачало для того, щоб прогодувати сім'ю. Селяни йшли у кабалу до куркулів, де працювали за низьку плату. За день роботи влітку селянин з кіньми отримував від 25 до 50 коп., піший — 17,5 до З0 коп., жінки — до 20 коп., а тим часом чверть жита (8 пудів 34 фунти) коштувала 8 карб. Частині жителів доводилося найматися на підприємства, решта працювала на будівництві залізниці, яку прокладали в 90-х роках з Рівного. У цей час в Олександрії було споруджено залізничну станцію та залізничний міст через річку Горинь.
З прокладенням залізниці і спорудженням залізничної станції пожвавилося життя в містечку, 1900 року тут було 273 будинки, проживало 1496 жителів. На той час збудували чотири водяні млини, сукновальню, тартак.
Становище трудящих не поліпшувалось. Селяни терпіли від малоземелля. Землі концентрувалися в руках великих землевласників. Якщо 1872 року поміщику Любомирському належало в Олександрії 7207 десятин землі, то 1900 року у нього було 8000 десятин землі, у тому числі 4945 десятин лісу.
До середини XIX століття в Олександрії не існувало жодного навчального закладу. Майже все населення було неписьменним, У 1864 році тут працювала парафіяльна школа, у якій налічувалось всього 12 учнів. Їх навчав місцевий священик.
Населення було по суті позбавлене медичного обслуговування. Мало чим могли допомогти йому фельдшер та аптекарський помічник. Та й плата за лікування була дуже високою.
З 1940 по 1959 рік село було районним центром Олександрійського району.

## Населення

### Мова
Розподіл населення за рідною мовою за даними перепису 2001 року:
| Мова       | Кількість | Відсоток |
| ---------- | --------- | -------- |
| українська | 2300      | 95.96%   |
| російська  | 89        | 3.71%    |
| білоруська | 5         | 0.21%    |
| польська   | 2         | 0.08%    |
| угорська   | 1         | 0.04%    |
| Усього     | 2397      | 100%     |

## Галерея

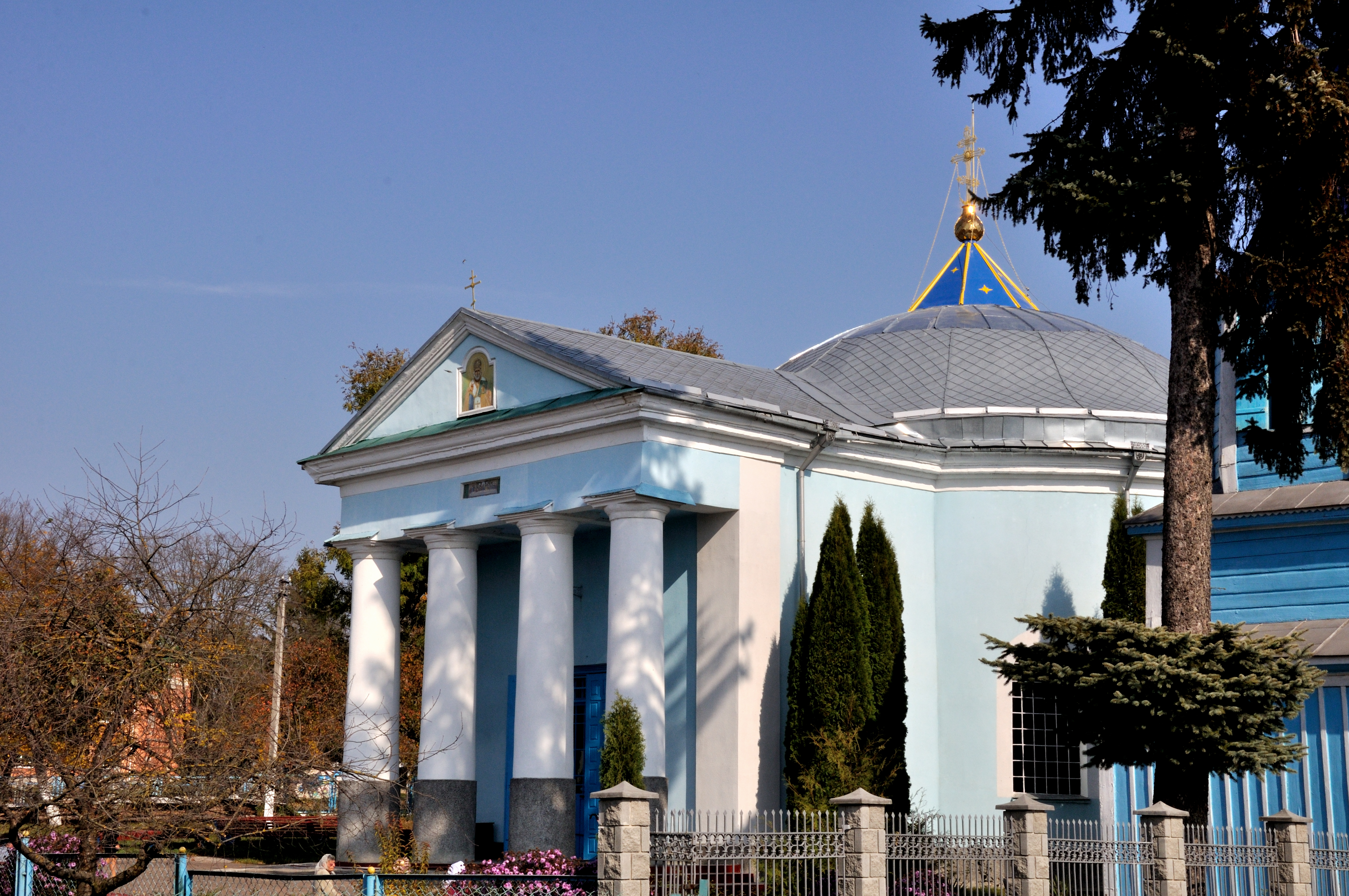
Преображенська церква (мур.)
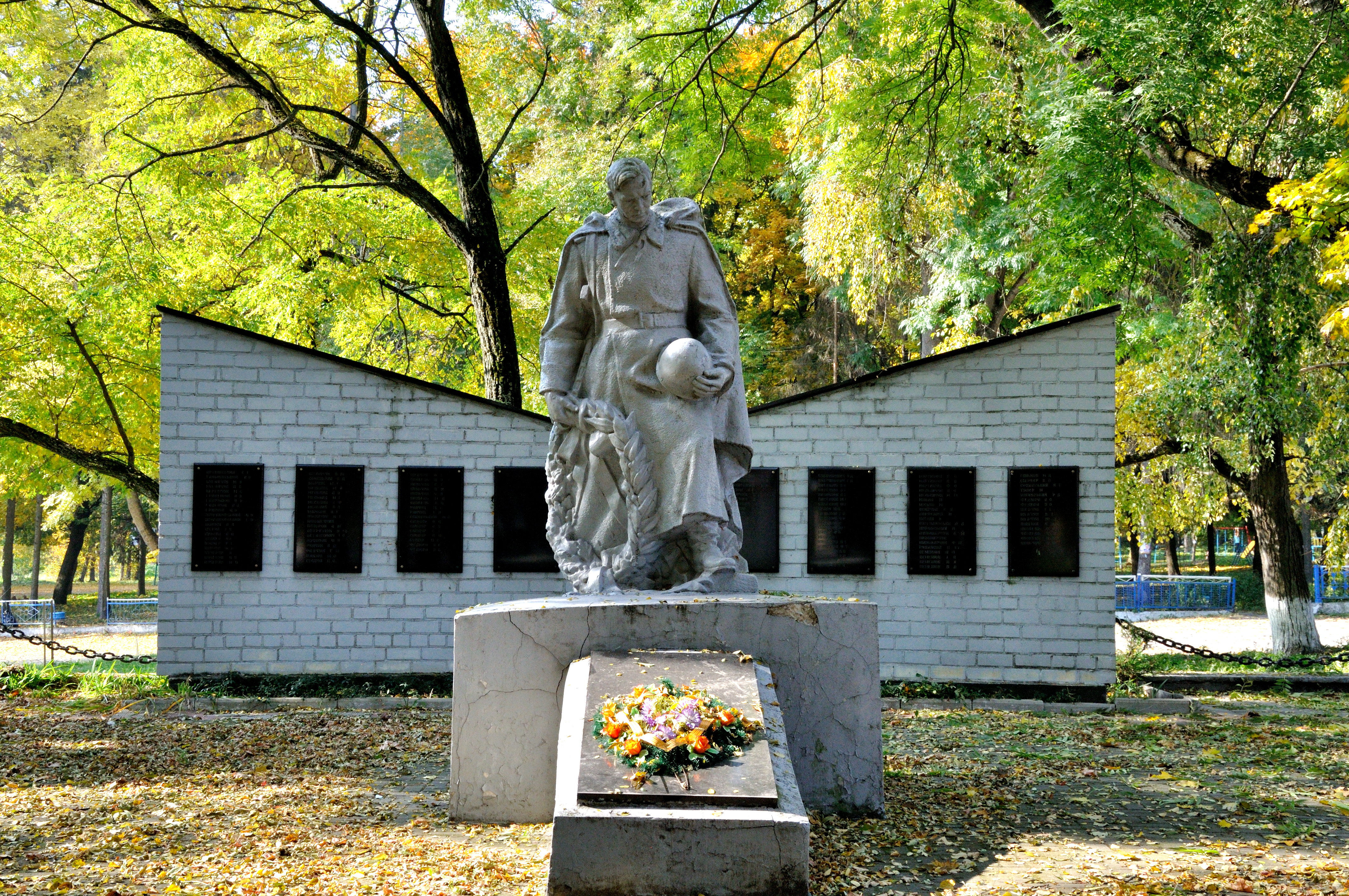
Братська могила воїнів радянської армії та пам'ятник воїнам- односельчанам
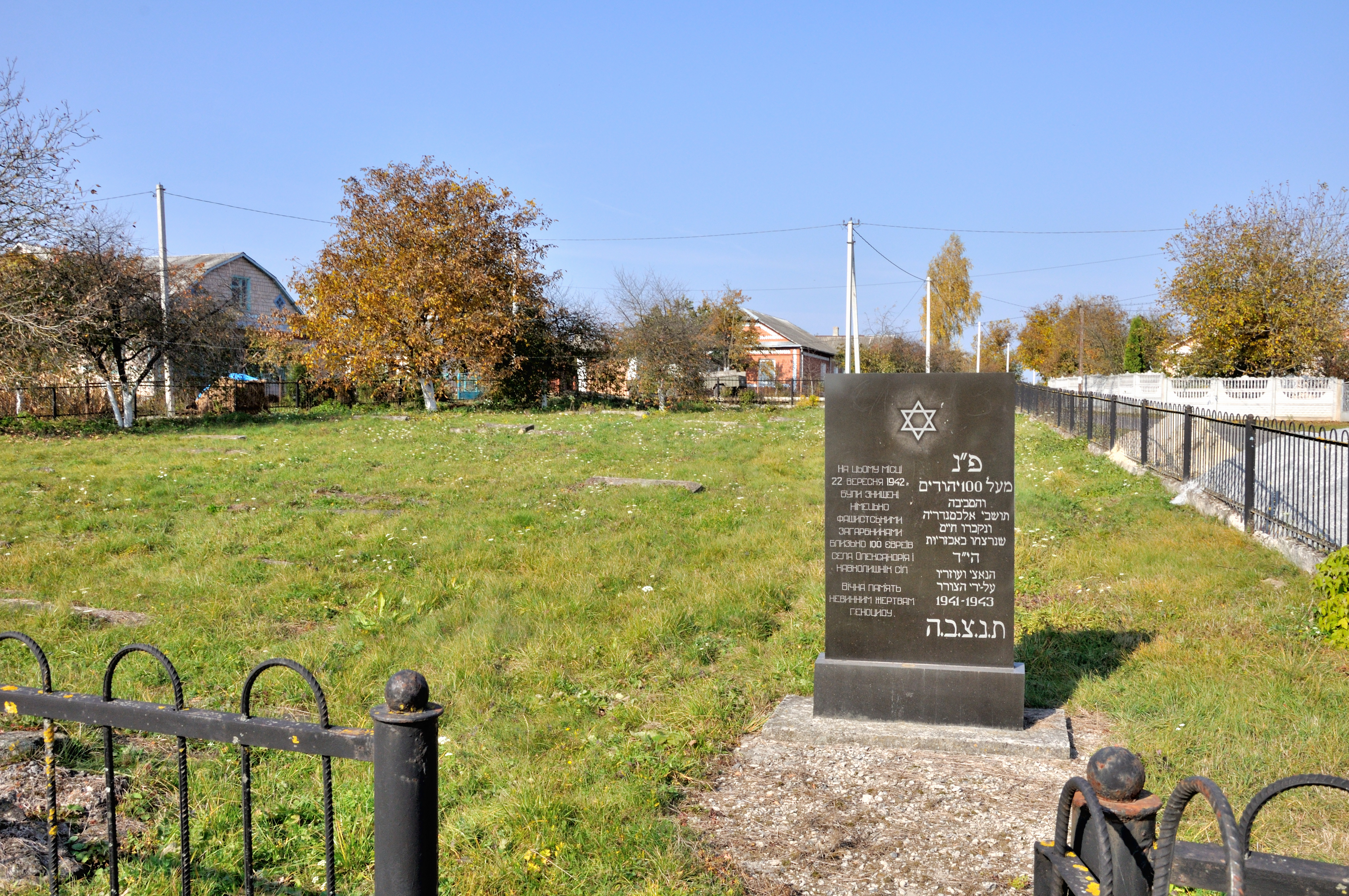
Пам'ятний знак на місці розстрілу єврейського населення в центрі села Олександрія
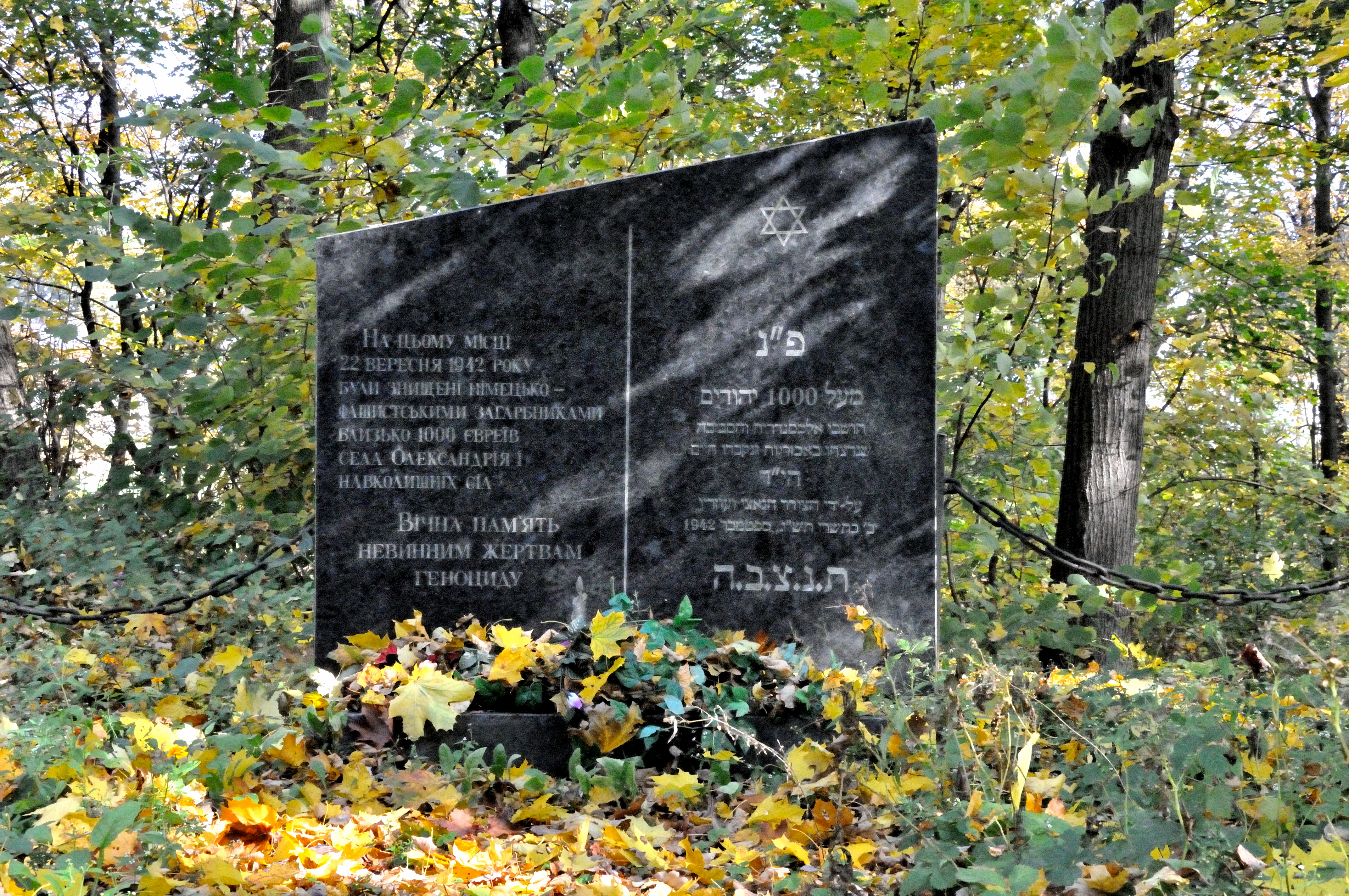
Пам'ятний знак на місці розстрілу єврейського населення на території санаторію
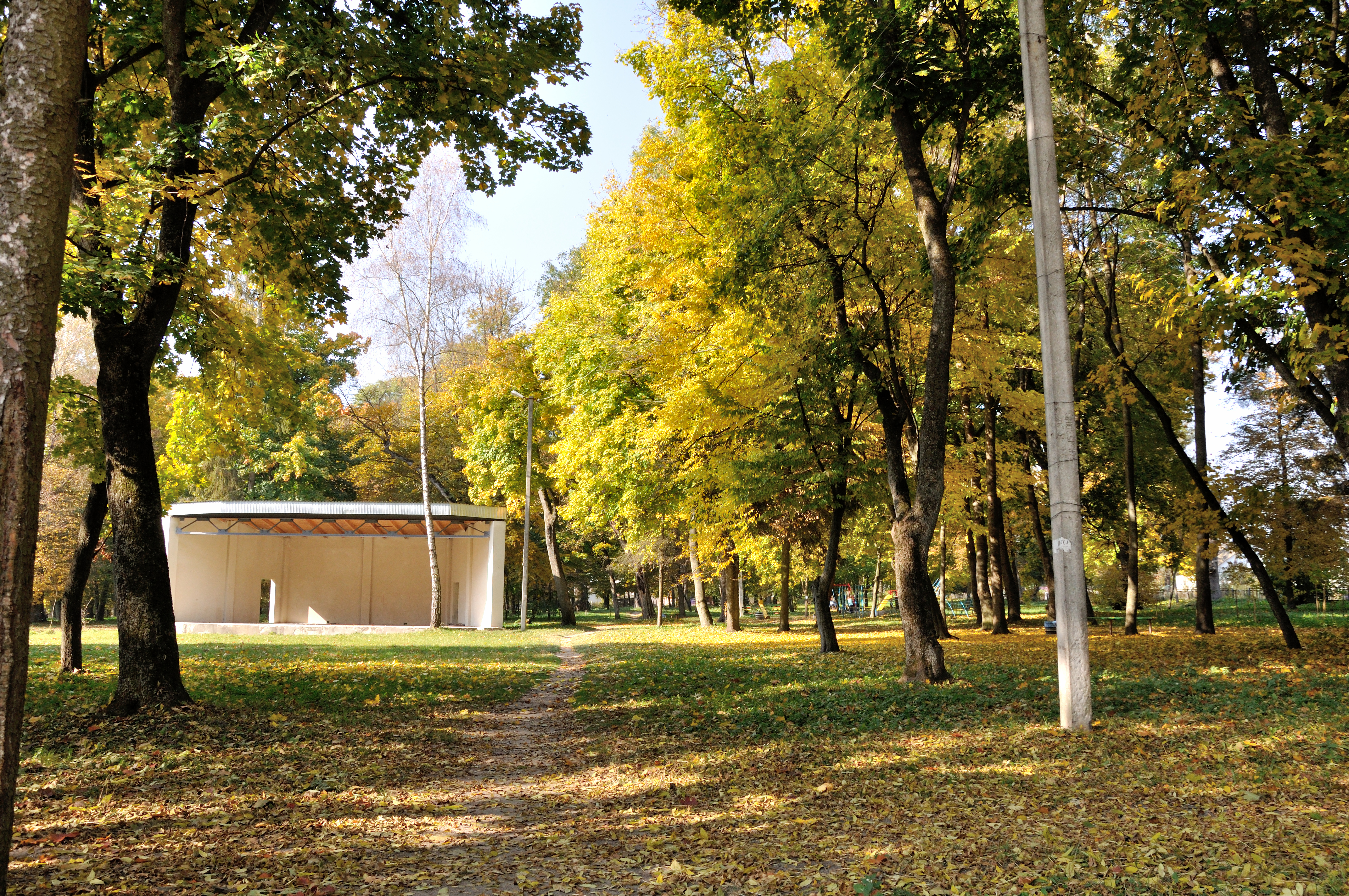
Олександрійський парк

## Постаті
- Бугайчук Кирило Васильович (1924—2012) — інвалід війни 1-ї групи. Народився 1924 року в селі Волошки Рівненського району. У 1944 році з приходом радянських військ на територію Рівненщини добровільно пішов на фронт. Воював на 3-му Прибалтійському фронті під командуванням маршала Костянтина Рокосовського. Під час військових дій по звільненню Латвії здійснив ліквідацію кулеметної «точки», за цей героїчний вчинок був нагороджений бойовою медаллю «За відвагу». Під час наступу на Ригу був поранений в ногу розривною кулею. Після поранення та лікування був комісований на третьому  місяці додому, де і зустрів Перемогу. У 1947 році одружився з Бобрик Марією і виховав 4 дітей. Працював механізатором, робітником Любомирського заводу. У 1971 році оселився в селі Олександрію. Помер у 2012 році. Нагороджений орденами: «Великої Вітчизняної війни II ступеня», «За мужність». Нагороджений медалями: «За відвагу», «За перемогу над Німеччиною», «Захисника Вітчизни», «Медаль Жукова» тощо. Ювілейними медалями — зі слів онуки Оксани Христенко.
- Іщук Микола Устимович (1926—1999) — народився 1926 року в селі Чартория Любарського району. У 1942 році подався в партизани. З 1943 року воював у Другому Українському фронті. Був розвідником і радіозв'язковим, знав німецьку мову. Брав участь у звільненні Гданська, Варшави, Берліна, форсував річку Одер. Після закінчення війни був направлений в Олександрію в Продовольчий загін. Одружився із Зоєю Рокунець, виховав двох дітей. Помер у 1999 році. Нагороджений «Орденом Слави II ступеня», медаллю «За Перемогу».
- Мельник Андрій Іванович (1979—2015) — старший сержант Збройних сил України, учасник російсько-української війни, що загинув у 2015 році.
- Оксенчук Микола Петрович (2000—2022) — солдат Збройних Сил України, учасник російсько-української війни, що загинув в ході російського вторгнення в Україну у 2022 році.